# 貝爾納多·皮耶
貝爾納多·皮耶（Bernardo Pié，1995年4月28日—）是一名多明尼加男子跆拳道運動員，他的胞兄路易西托·皮耶同樣也是跆拳道選手。他曾經獲得2018年泛美跆拳道錦標賽男子63公斤級金牌。

## 外部連結
- TaekwondoData.com （页面存档备份，存于）
- 貝爾納多·皮耶的Instagram帳戶